# 佩切拉站
佩切拉站（羅馬化：Pecherska,  （ⓘ））是基輔地鐵瑟雷茨-佩切拉線的一個車站。該站原本計劃開通於1991年後期，但由於電梯隧道問題導致開通時期延後至1997年12月27日。

## 外部連結
- （乌克兰語） Kyivsky Metropoliten - Station description and Photographs
- （俄文） Metropoliten.kiev.ua - Station description and Photographs
- （捷克文） Zarohem.cz - Photographs